# Роберт III (граф Вормсгау)
Роберт III (Руперт; умер ранее 834) — франкский аристократ, граф в Оберрейнгау и Вормсгау. По одной из версий был отцом Роберта Сильного, родоначальника французской королевской династии Робертинов, которая в конце X века получила название династии Капетингов.

## Биография
Роберт происходил из знатного франкского рода и был сыном Роберта II, графа в Оберрейнгау и Вормсгау.
Известно, что граф Роберт пользовался уважением франкского императора Людовика I Благочестивого. Впервые в источниках он упоминается в 812 году, когда находился в императорском дворце в Ахене. После 816 года архиепископ Реймса Эббон получил от императора письмо, в котором тот просит обеспечить церковную защиту и поддержку с помощью графа Роберта. В дальнейшем архиепископы Реймса получали от графов Вормсгау поддержку, когда пытались сохранить свои владения в «области Ремигисланд».
В 819 году император Людовик вернул монастырю Хорнбах владения, которые ранее были отобраны, когда граф Роберт был королевским управляющим, а в 823 году Роберт засвидетельствовал императорскую хартию о возвращении тому же монастырю поместий в Хардте.
В 825 году император назначил Роберта вместе с майнцским архиепископом Хайстульф императорским посланником в области Майнца.
Роберт был женат на Вильтруде, дочери графа Орлеана Адриана. В 834 году она вместе с сыном Гунтрамом сделали пожертвование Лоршскому монастырю пожертвование для поминания души Роберта, который к этому времени умер.

## Семья
Жена: Вильтруда, дочь графа Орлеана Адриана. Дети:
- Ода; муж: Валахо IV[нем.], граф Ворсмгау с 840 года[2].
- Гунтрам[нем.] (815—837), граф Ворсмгау в 834—837 годах[2].
- дочь; муж: Мегингос I, граф Ворсмгау в 876 году[2].
- Роберт IV, граф Вормсгау[2].

Историк Карл Глёкнер выдвинул версию о том, что Роберт IV, сын Роберта III, является одним лицом с Робертом Сильным (умер в 866), родоначальником французской королевской династии Робертинов (Капетингов). Она была поддержана и развита Карлом Фердинандом Вернером. Граф Роберт IV упоминается как «Роберт, сын графа Роберта» (лат. «Rubertus filius Ruberti comitis») в 836 году в хартии о дарении Лоршскому аббатству двух имений в округе Меттенхейм в Вормсгау. Хотя эта гипотеза не подтверждается напрямую первичными источниками, она согласуется с версией Видукинда и «Ксантенских анналов» о франконском происхождении Роберта Сильного. В основе такого предположения, в первую очередь, лежат данные ономастики. Его сторонниками в том числе утверждается, что среди французской знати первой половины IX века имя Роберт было уникальным. Однако в тот период был ещё как минимум один Роберт — сеньор или граф Сессо в Берри. Однако эта версия происхождения Робертинов (Капетингов) в настоящее время наиболее распространена.
Существует гипотеза о том, что сыном Роберта также мог быть Эд I, граф Труа, Блуа и Шатодёна.